# Purismus (architektura)
Purismus (z latinského purus čistý) je úsilí o stylovou čistotu v tvorbě. Architektonický purismus je reprezentován dvěma směry: obnova památek a stavby v duchu původního historického slohu a styl moderní architektury oproštěné od zdobnosti.

## Historický (romantický) purismus

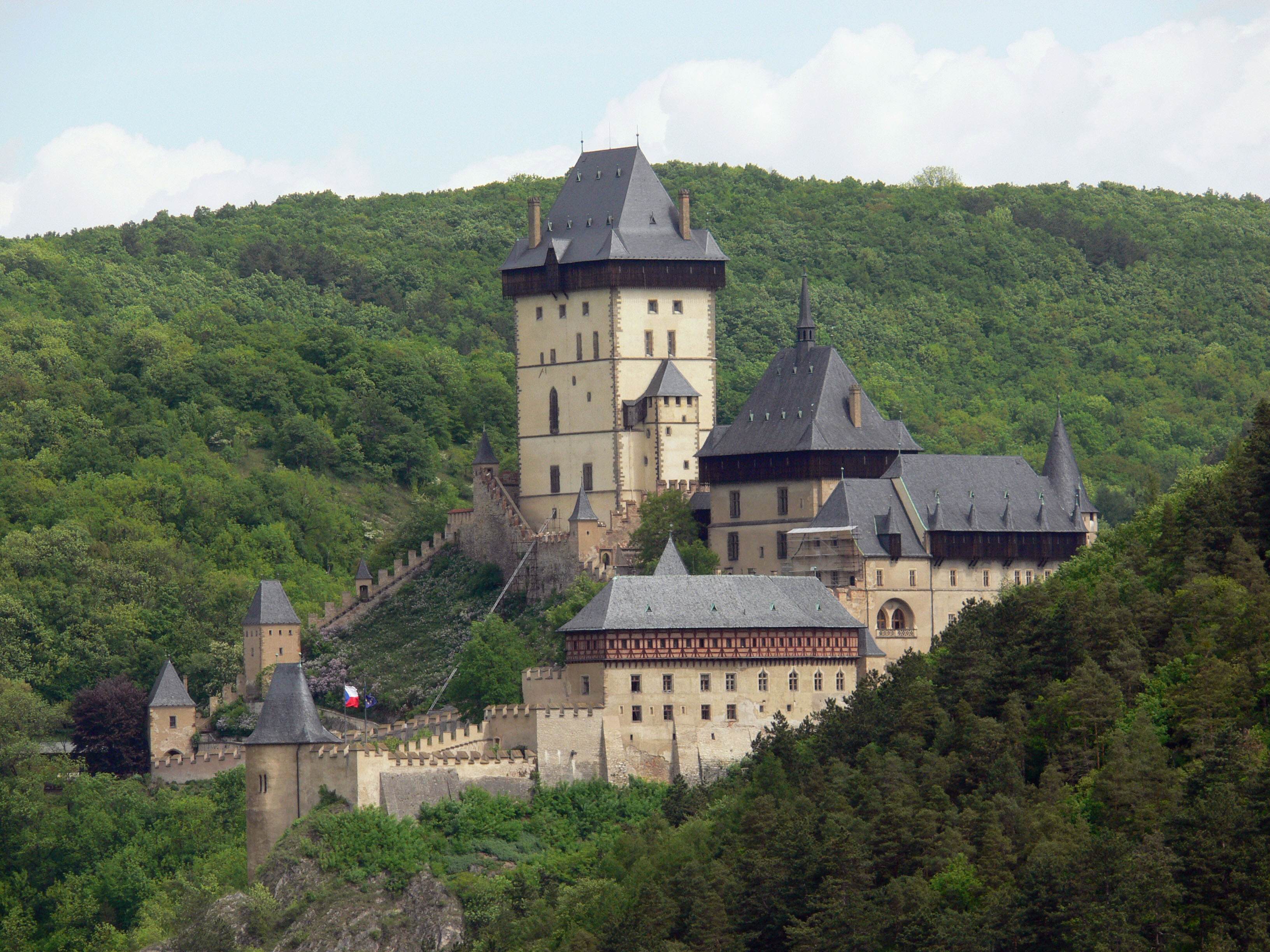
Hrad Karlštejn upravený do puristické historizující podoby J. Mockrem dle plánů F. Schmidta

Uplatňoval se v historizující architektuře a v obnově historických památek v 19. století. Je pro něj charakteristické přísné lpění na tzv. čistém slohu, které se projevovalo odstraňováním veškerých pozdějších úprav. Proti takovémuto přístupu vystupovali zastánci analytické památkové péče (Alois Riegl, Max Dvořák).
V Čechách byl neogotickým restaurátorem v puristickém duchu např. Josef Mocker, který rekonstruoval řadu středověkých památek.
Tyto zásahy často doslova fyzicky zachránily rekonstruované stavby před rozpadem a přeměnou ve zříceninu (Karlštejn). Na druhé straně znamenaly také velice výrazné poškození historické podoby stavby, přičemž velmi často spíše než o návrat k původní podobě šlo o realizaci romantických představ a de facto o falšování historické podoby obnovovaných budov.

## Moderní purismus

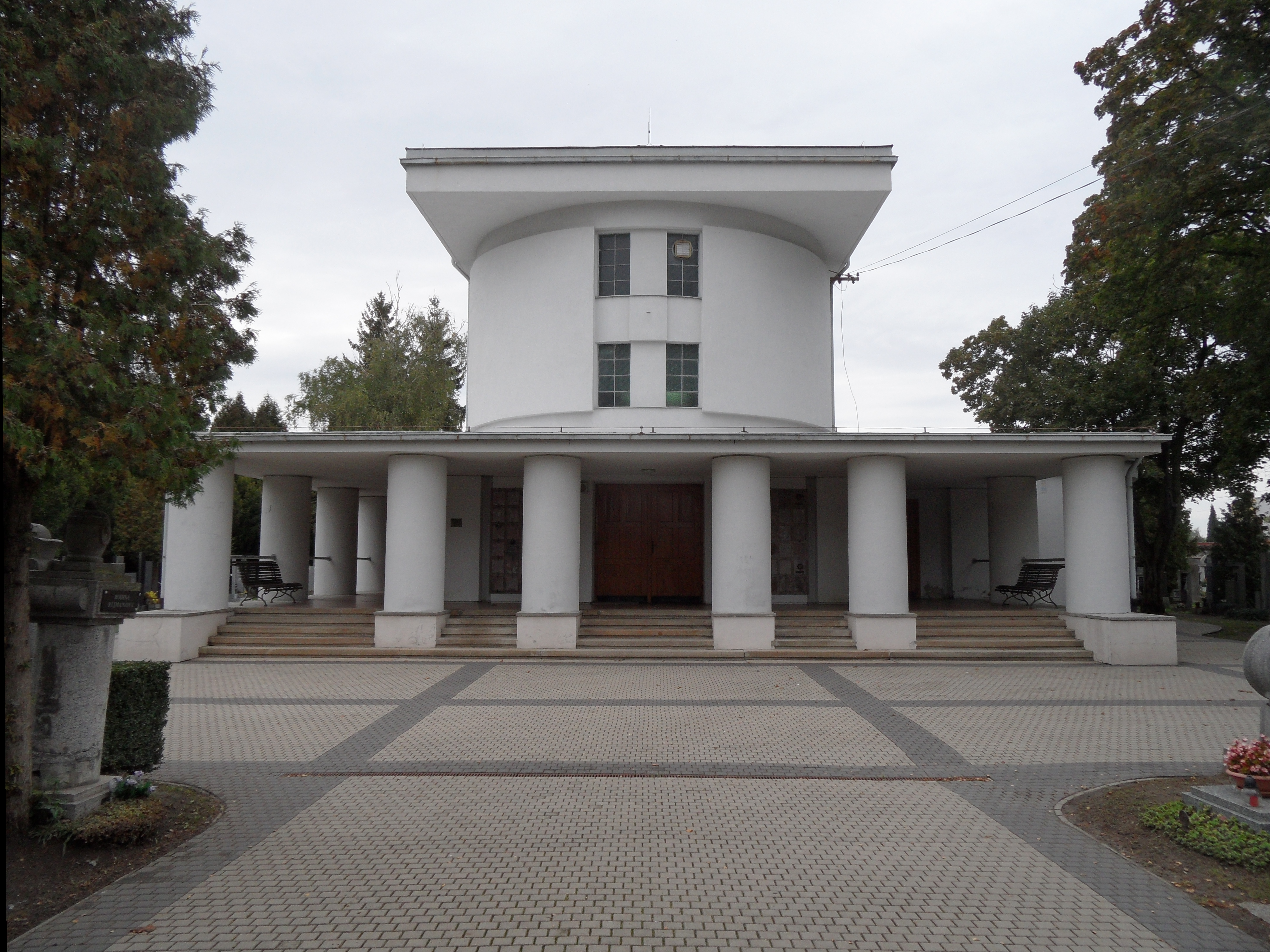
B. Feuerstein: Krematorium v Nymburce

Umělecký směr první poloviny 20. století, který se snaží maximálně oprostit stavbu od dekoru a uplatnit především samotnou konstrukci, barvu a strukturu stavebního materiálu atp. Jinými slovy výsledného účinku architektonického díla má být dosaženo co nejmenšími prostředky. Tento styl se neomezoval pouze na architekturu, ale také na další oblasti výtvarného umění (malba, kresba – Amédée Ozenfant).
Tato tendence se objevuje v pozdní geometrické secesi (vídeňský architekt Otto Wagner). Výrazným představitelem tohoto směru je také architekt Adolf Loos. Z mladších architektů pak také Čech Bedřich Feuerstein. Jako puristická lze charakterizovat také raná díla švýcarského architekta Le Corbusiera. Ten spolu s Ozenfantem sepsal manifest purismu (Aprés le cubisme), a proto bývá tato dvojice nepřesně označována jako „tvůrci“ purismu. V českém prostředí na počátku dvacátých let vznikla neformální skupina Puristická čtyřka sdružující mladé architekty Jaroslava Fragnera, Evžena Linharta, Karla Honzíka a Víta Obrtela.
Le Corbusier ovšem později purismus syntetizoval do podoby daleko významnějšího funkcionalismu, jehož je také hlavním představitelem. Dalším stavebním stylem, který se z purismu vyvinul v prostředí revolučního Ruska je konstruktivismus.